# Paragem de Alcoforado
A Paragem de Alcoforado é uma interface encerrada do Ramal de Moura, que servia a localidade de Alcoforado, no concelho de Beja, em Portugal.

## História
Esta interface situava-se no lanço do Ramal de Moura entre Beja e Quintos, que entrou ao serviço em 2 de Novembro de 1869.
O Ramal de Moura foi encerrado pela operadora Caminhos de Ferro Portugueses em 2 de Janeiro de 1990.